# Big Pig
 (février 2008).
Si vous disposez d'ouvrages ou d'articles de référence ou si vous connaissez des sites web de qualité traitant du thème abordé ici, merci de compléter l'article en donnant les références utiles à sa vérifiabilité et en les liant à la section « Notes et références ».
Big Pig est une formation musicale australienne de Pop créée en 1985 à Melbourne par Sherine (chant), Nick Dsbray (chant/percussions), Tony Antoniades (chant/harmonica), Tim Rosewarne (chant/claviers), Olew Witer (chant/batterie), Adrian Scaglione (batterie) et Neil Baker (batterie). Ils se séparent en 1990. Ils produiront ensemble trois albums.

## Membres
- Nick Disbray
- Sherine Abeyratne
- Oleh Witer
- Tony Antoniades
- Tim Rosewarne
- Adrian Scaglione
- Neil Baker

## Discographie

### EP et LP
- Big Pig (1986 : Mini-LP) - ARIA Awards 1987 for Best Cover Art
- BONK (1988 : CD, LP, cassette)
  1. "Iron Lung"
  2. "Hungry Town"
  3. "Tin Drum"
  4. "Breakaway"
  5. "Big Hotel"
  6. "Boy Wonder"
  7. "Hellbent Heaven"
  8. "Nation"
  9. "Charlie"
  10. "Fine Thing"
  11. "Money God"
  12. "Devil's Song"
- You Lucky People (1990 : CD, LP, cassette)
  1. Justifier
  2. Taste
  3. King Of Nothing
  4. Question
  5. Suitcase
  6. Lost Reason
  7. Payment
  8. Take Control
  9. Hanging Tree
  10. Bound
  11. Legacy
  12. Book Of Dreams

### Singles
- "Hungry Town"
- "Boy Wonder"
- "Breakaway"
- "Big Hotel"
- "Iron Lung"

### VHSs
- BONK (1988: VHS)